# Lars Ginzel
Lars Ginzel (* 1979 in Dortmund) ist ein deutscher Tonmeister.

## Leben
Lars Ginzel begann bereits zu Schulzeiten sich für Soundbearbeitung zu interessieren. Nach einem Praktikum bei den Ruhr Sound Studios begann er im Oktober 2000 ein Tonstudium an der Filmuniversität Babelsberg Konrad Wolf. Bei den HFF-Filmen KussKuss  und Netto war er für den Ton zuständig. 2006 erhielt er zusammen mit Martin Steyer, Dirk Jacob und Marc Parisotto den Deutschen Filmpreis für die beste Tongestaltung im Film Requiem von Hans-Christian Schmid. Seine Diplomarbeit beschäftigte sich mit der „gelungenen Kombination von Geräuschen und Musik im Kinospielfilm“.
Lars Ginzel arbeitete an einer Reihe internationaler Filme, darunter Waltz with Bashir (2008), Enter the Void (2009), Cloud Atlas (2012), The Girl with All the Gifts (2016), Tschick (2016) und Eine fantastische Frau (2017).
Beim Deutscher Filmpreis 2017 gewann er erneut für die Beste Tongestaltung beim Film Wild zusammen mit Martin Steyer. Rainer Heesch und Christoph Schilling. Im gleichen Jahr war er außerdem für Tschick und Das kalte Herz nominiert. Erneut für den Deutschen Filmpreis nominiert war er 2021 für die Filme Tides und Nebenan.
Für den Ton bei Im Westen nichts Neues erhielt er bei der Oscarverleihung 2023 eine Nominierung für den Besten Ton zusammen mit Frank Kruse und Markus Stemler. Im selben Jahr gewann er für diese Leistung den Deutschen Filmpreis.
Zwei Jahre später gewann Ginzel für seine Mitarbeit an dem Historienfilm September 5 abermals den Deutschen Filmpreis.

## Filmografie (Auswahl)
- 2005: KussKuss
- 2005: Netto
- 2006: Requiem
- 2008: Waltz with Bashir
- 2009: Enter the Void
- 2012: Cloud Atlas
- 2015: 3 Türken und ein Baby
- 2016: Wild
- 2016: The Girl with All the Gifts
- 2016: Tschick
- 2016: Das kalte Herz
- 2017: Eine fantastische Frau (A Fantastic Woman)
- 2021: Nebenan
- 2021: Tides
- 2021: Die Königin des Nordens (Margrete den første)
- 2021: Matrix Resurrections
- 2022: Im Westen nichts Neues
- 2024: September 5